# Dorfkirche Borgfeld

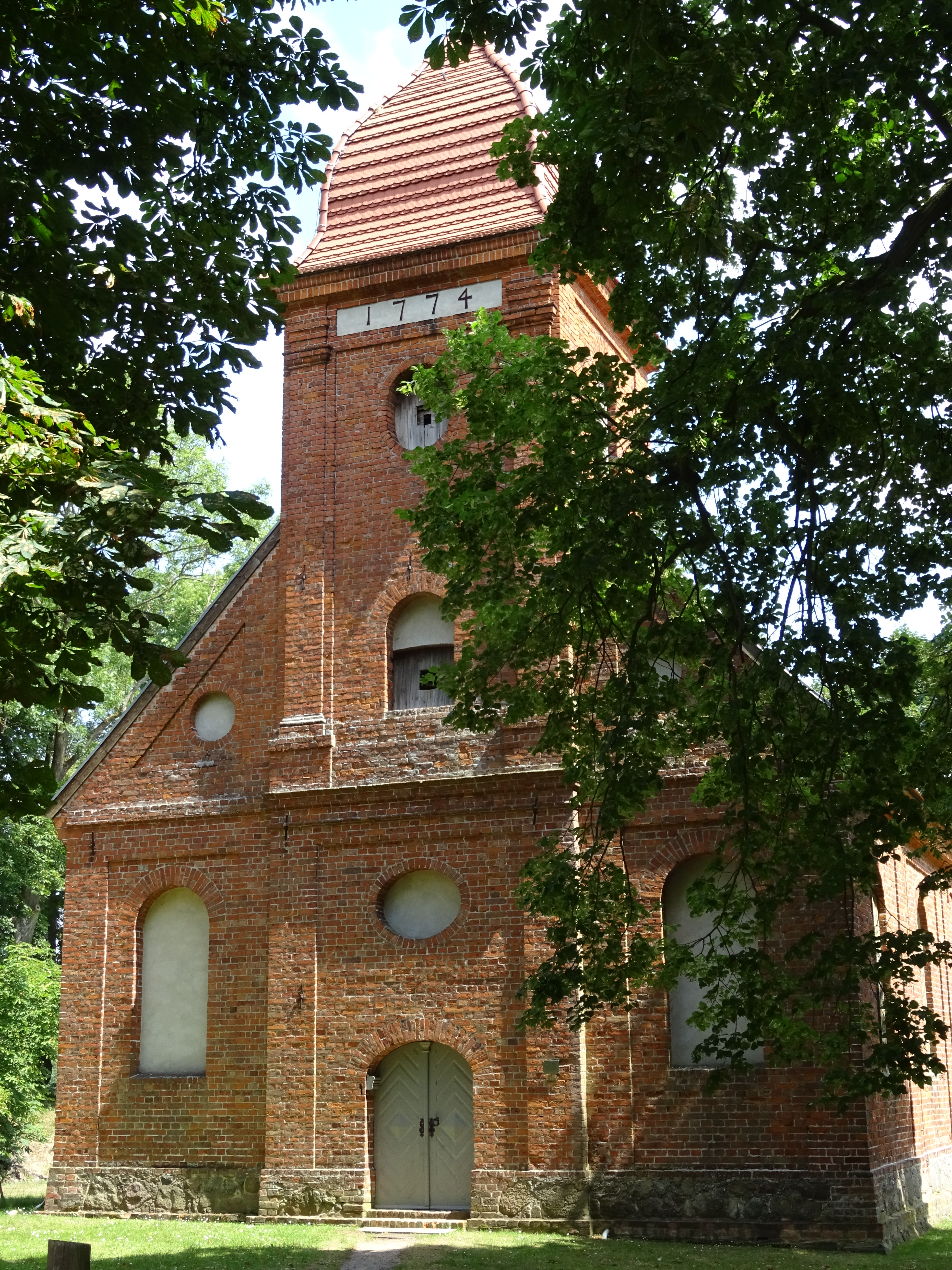
Dorfkirche Borgfeld

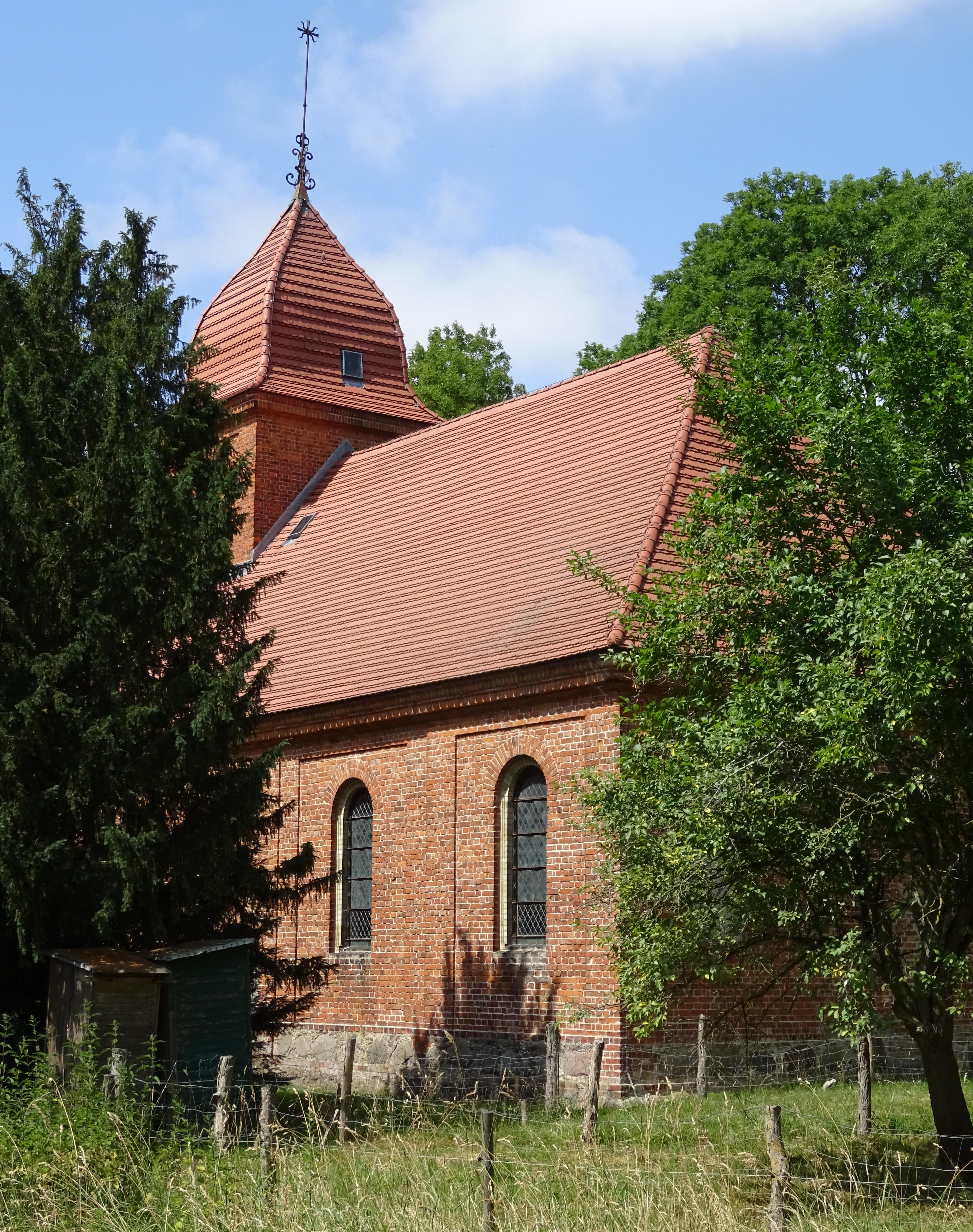
Dorfkirche Borgfeld

Die Dorfkirche Borgfeld ist ein Kirchengebäude im Ortsteil Borgfeld der Gemeinde Kriesow des Landkreises Mecklenburgische Seenplatte. Sie gehört zur Ev.-Luth. Kirchengemeinde Ivenack in der Propstei Neustrelitz der Evangelisch-Lutherischen Landeskirche Mecklenburgs.

## Baugeschichte
Das Backsteingebäude wurde 1774 errichtet. Dazu schrieb 1902 Friedrich Schlie im Kapitel „Gut und Kirchdorf Borgfeld“:
Endlich wird im Jahre 1750, nachdem ein landesherrlicher Befehl an den Patronus ergangen, der Pastor H. C. Gerlach berufen. Aber er erhält seine Wohnung auf dem Hofe im Dorfe Borgfeld, welches von Plessen durch Kauf an sich gebracht hat. Und endlich gelingt es diesem auch, die landesherrliche Genehmigung zur Verlegung der Pfarre von Fahrenholz nach Borgfeld sowie die Erlaubniss zu einem Kirchenbau in Borgfeld zu erlangen. 1774 wird der Bau vollendet, die Fahrenholzer Kirche und Pfarre gehen ebenso ein wie weiland die Tüzener, und Gerlach wirkt noch bis ans Ende der achtziger Jahre des XVIII. Jahrhunderts.
In der DDR verfiel die Kirche zusehends. Ab 1980 wurde die Kirche auch nicht mehr genutzt. Zum Erhalt des Gebäudes wurde ein Förderverein gegründet. Die künftige Nutzung sieht neben Gottesdiensten auch kulturelle Veranstaltungen vor. In den Jahren 2008/2009 wurde die Kirche für 175.000 Euro saniert. Der barocke Sakralbau wurde am 26. April 2009 in einem Festgottesdienst durch Landesbischof Andreas von Maltzahn wieder feierlich in Gebrauch genommen.

## Orgel
Die Orgel aus dem Jahre 1864, erbaut von Friedrich Hermann Lütkemüller, befindet sich in der Marienkapelle Malchin. Sie wurde 1979 aus der zu diesem Zeitpunkt aufgegebenen Dorfkirche Borgfeld in die Stadtkirche Malchin (St. Johannis) umgesetzt.

## Nutzung
Die Kirche wird unregelmäßig für Gottesdienste, Lesungen und Konzerte genutzt (Sommer, Adventszeit).